# Universidade Lehigh

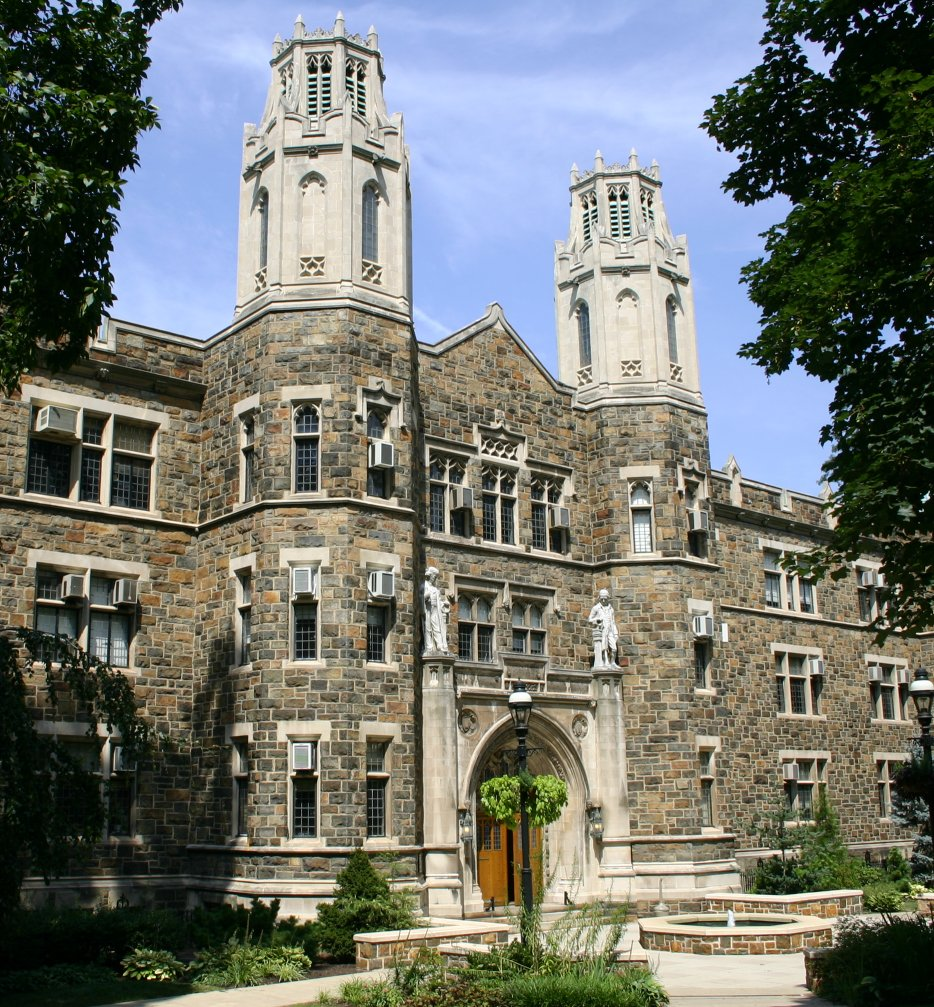
Packard Lab

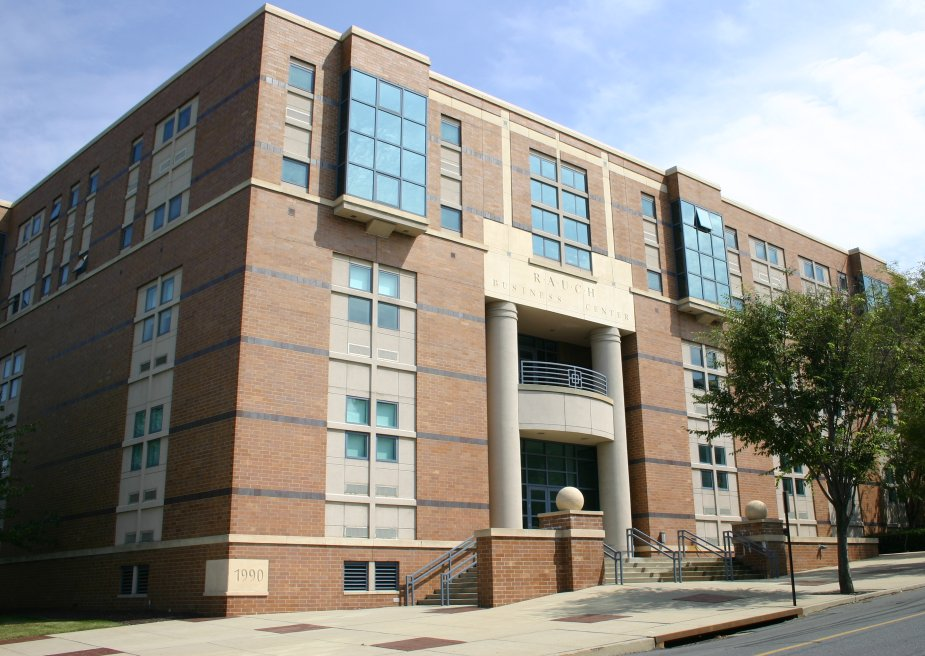
Rauch Business Center

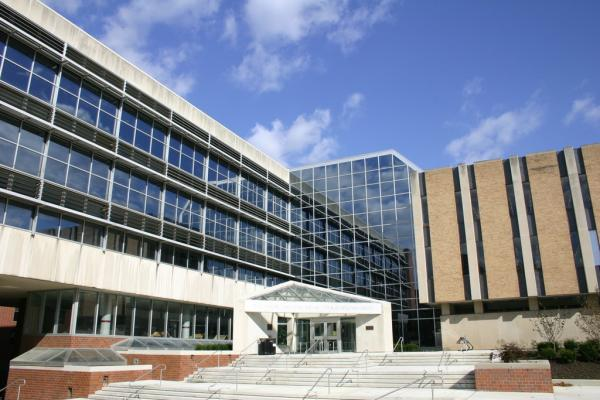
Fairchild-Martindale Library

A Universidade Lehigh (em inglês:  Lehigh University) é uma universidade privada em Bethlehem, Pensilvânia, fundada em 1865. O asteroide 691 Lehigh é denominado em sua memória.

## Professores de destaque
- Michael Behe
- Derrick Henry Lehmer
- Nicholas Rescher
- John Stachel

## Ex-alunos
- Terry Hart
- Lee Iacocca
- James Ward Packard
- Jesse Reno
- Robert Serber